# Gabriel Pirani
Gabriel Pirani (Penéapolis, Brasil, 12 de abril de 2002) es un futbolista brasileño. Juega de volante y su equipo actual es el D.C. United que compite en la Major League Soccer de Estados Unidos.

## Trayectoria

### Santos FC
Debutó profesionalmente con el Santos FC el 25 de febrero de 2020 en la derrota 2-0 frente a Bahía. Convirtió su primer gol el 28 de febrero de 2021 frente a Santo André.

## Clubes
| Club        | País           | Año       |
| ----------- | -------------- | --------- |
| Santos FC   | Brasil         | 2020-2023 |
| Fluminense  | Brasil         | 2023      |
| D.C. United | Estados Unidos | 2023-Act. |